# Yonathan Suazo
Yonathan Andres Suazo Cuevas (Cabrero, Chile, 17 de noviembre de 1989) es un futbolista chileno. Juega de Defensa en Provincial Osorno de la Segunda División de Chile .

## Trayectoria
El oriundo de la ciudad de Cabrero, se inició en las series menores de Huachipato debutó el año 2008 donde jugó toda la temporada el año 2009 es enviado a préstamo a Deportes Concepción, el 2010 vuelve a Huachipato pedido por el técnico Arturo Salah.
Actualmente (2015) juega por unión la calera de la primera división.

## Clubes
| Club                    | País  | Año       |
| ----------------------- | ----- | --------- |
| Huachipato              | Chile | 2008      |
| Deportes Concepción     | Chile | 2009      |
| Huachipato              | Chile | 2010-2011 |
| Everton de Viña del Mar | Chile | 2012      |
| Huachipato              | Chile | 2013      |
| Ñublense                | Chile | 2013-2014 |
| Unión La Calera         | Chile | 2014-2016 |
| Naval de Talcahuano     | Chile | 2016-2017 |
| Deportes La Serena      | Chile | 2017-2018 |
| Magallanes              | Chile | 2019      |
| Deportes Puerto Montt   | Chile | 2020-2021 |
| Iberia                  | Chile | 2021      |
| Deportes Recoleta       | Chile | 2022      |
| Deportes Linares        | Chile | 2023-2024 |
| Provincial Osorno       | Chile | 2025-Act  |

- Datos: Q6274551